# Красна Долина (Курманський район)
Кра́сна Доли́на (крим. Krasna Dolına) — село Курманського району Автономної Республіки Крим.
Відстань від райцентру до населеного пункта становить 18 кілометрів по прямій.
У 2023 році у проєкті Постанови Верховної Ради України «Про перейменування деяких населених пунктів Автономної Республіки Крим» село запропоновано перейменувати на Салгирське.

## Населення
Згідно з переписом УРСР 1989 року чисельність наявного населення села становила 64 особи, з яких 32 чоловіки та 32 жінки.
За переписом населення України 2001 року в селі мешкали 72 особи.

### Мова
Розподіл населення за рідною мовою за даними перепису 2001 року:
| Мова              | Відсоток |
| ----------------- | -------- |
| кримськотатарська | 58,33 %  |
| російська         | 26,39 %  |
| українська        | 11,11 %  |
| білоруська        | 1,39 %   |
| інші              | 2,78 %   |